# بیگم اختر
بیگم اختر (انگلیسی: Begum Akhtar؛ ۷ اکتبر ۱۹۱۴ – ۳۰ اکتبر ۱۹۷۴) یک موسیقی‌دان اهل هند بود. وی بین سال‌های ۱۹۲۹ تا ۱۹۷۴ میلادی فعالیت می‌کرد.